# 伊什滕迈泽耶
伊什滕迈泽耶，是匈牙利赫维什州所辖的一个村。总面积32.79平方公里，总人口1574，人口密度48.0人/平方公里（2011年1月1日）。